# Застава М90
Застава М90 је јуришна пушка коју је развила и произвела Застава оружје у Југославији . Развијена је из чувене јуришне пушке Застава М70, модификоване копије совјетске јуришне пушке АКМ, али са додавачем скривача пламена типа на крају цијеви, конструисан око стандардног НАТО калибра 5,56 × 45 мм, и са тим другачијим дизајном оквира, инспирисан НАТО оквирима СТАНАГ.
М90 је требало да замени М70 у југословенској војсци, али је распад Југославије пореметио производњу, а оружје је и данас ретко и никада се формално није користило, вероватно због недостатка муниције калибра 5,56 × 45 мм. Имала је умерен успех на извозном и цивилном тржишту; постоје теорије да је било продаје у земљама попут Ирака, Јемена и Сомалије. Они су веома поуздано оружје, чак и када се не користи квалитетна муниција. 

## Карактеристике
Застава М90 је модификована верзија Заставе М80, која је и сама верзија М70-а (користи калибар НАТО пакта 5,56 × 45 мм), такође садржи скривач пламена и другачији дизајн оквира, што значи да попут свог претходника, М90 је модификовани совјетски АКМ. То је оружје које користи позајмице барутних гасова, ваздушно хлађење и магацинима. Оружје има селектор паљбе и може да испаљује гранате помоћу потцевног бацача граната, као и већина АК варијанти. Такође укључује подесиви систем гаса из својих рођака М76, М77 и Б1, с тим да је трећи положај гаса за гранате. 
Као и све Заставе производе АК варијанте, М90 се од оригинала може препознати по доњој конструкцији дрвеног штитника који има три отвора за хлађење, без испупчења и попут залихе израђен је од различитог типа дрвета. Такође, због употребе НАТО калибра, овај модел такође има другачији дизајн оквира, сличан западном СТАНАГ-у и западном скривач пламена, сличне конструкције оном кориштеном на америчкој јуришној пушци М16. Као и код осталих Заставиних АК-ова, ова три вентилациона карактеристика дају М90 ниже прегревање у односу на оригинале, али услед коришћења НАТО калибра у овом случају умањује поузданост пушке.

## Варијанте
- Застава М90 - Стандардна варијанта са фиксним дрвеним кундаком.
- Застава М90А - Варијанта са фиксном дрвеном залихом која се замењује металним кундаком у облику АКМС-а.
- Застава М90НП - Варијанта са фиксном полимерном кундаком и додатним полимерним адаптером за прихватање оквира у стилу АР15.
- Застава М85 - карабин; скраћена варијанта јуришне пушке М90А.